# جو ر. هاستينغز
جو ر. هاستينغز (بالإنجليزية: Joe R. Hastings)‏ هو عسكري أمريكي، ولد في 8 أبريل 1925 في مالفيرن في الولايات المتحدة، وتوفي في 16 أبريل 1945.